# 콜 어 바이크

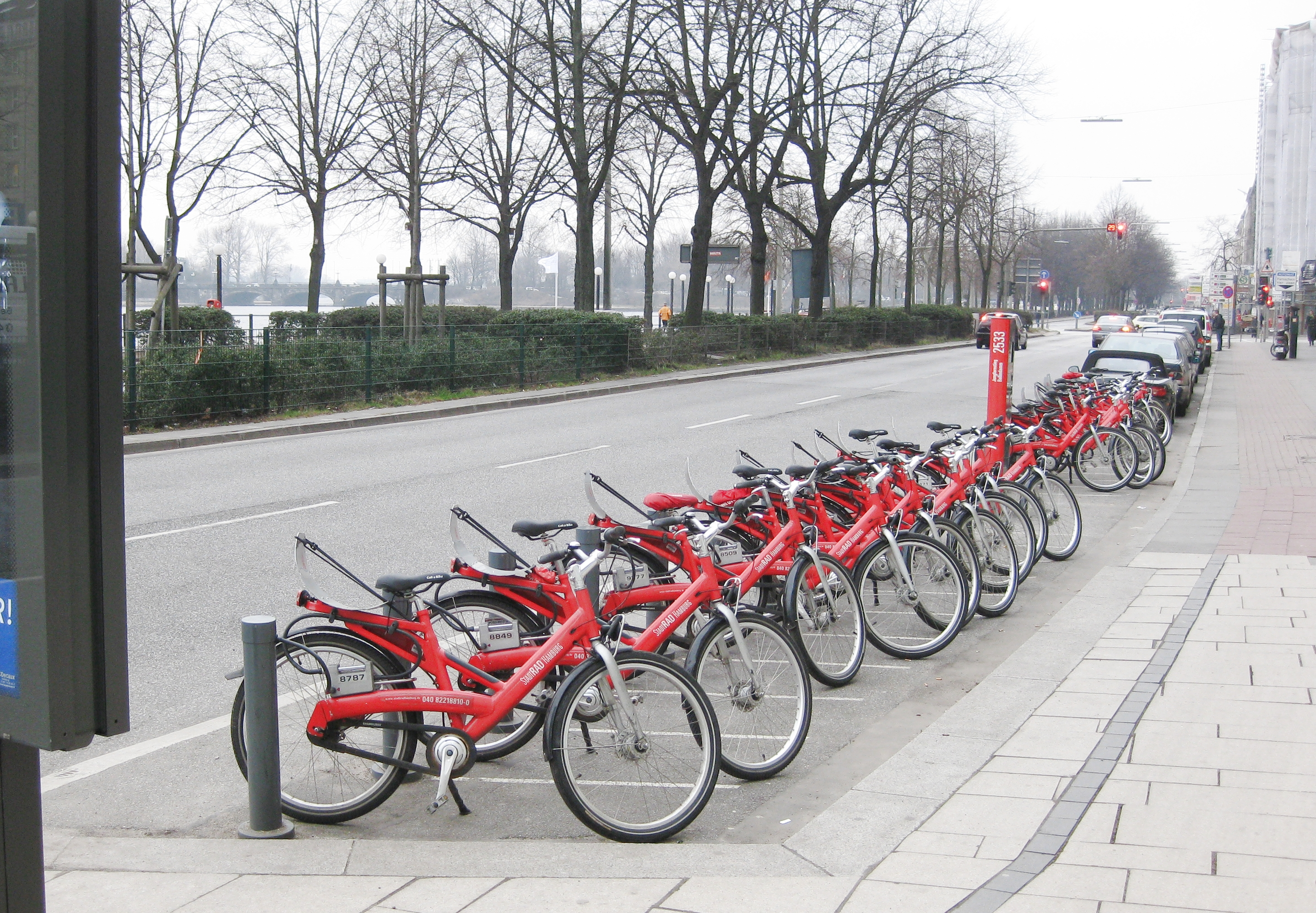

콜 어 바이크(Call a Bike)란 독일에서 독일 철도공사(DB)의 자회사 DB Rent가 관리하며 2001년 10월부터 시행하고 있는 공공 자전거 대여 시스템이다. 현재 독일 내의 40여 개의 ICE 기차역을 포함해서 베를린, 프랑크푸르트, 함부르크, 칼스루에, 카셀, 쾰른, 뮌헨, 슈르트가르트 8개의 주요 대도시에서 8500여대의 자전거 대여가 가능하다.

## 자전거 대여 방식
Flex 시스템과 Fix 시스템이 있는데 Flex 시스템은 사용자가 자전거를 대여한 후 사용자 편의대로 정차시킨 후 자전거를 반납할 수 있고 Fix 시스템은 지정된 장소나 처음 대여한 장소에 자전거를 반납해야 한다. Flex 시스템은 Flex 시스템이 적용되는 도시에서만 이용 가능하다.

## 자전거 대여 절차 및 이용 방법
자전거가 대여 가능한 자전거인지 확인하려면 뒷바퀴 쪽의 사각형 장치를 확인하면 되는데 이 장치 위에 green 램프가 깜빡이고 있다면 대여 가능한 자전거이고 red 램프가 깜빡이고 있다면 다른 사람이 대여중인 자전거이다.
green 램프가 깜빡이는 대여할 자전거를 찾았다면 070으로 시작하는 자전거 대여 콜센터 번호에 전화를 걸면 된다. 이 콜센터 번호는 자전거 새시에 적혀있다. 여기에 전화를 걸어 요금 결제 방법과 결제 수단을 정해야 한다. 통화를 한 나의 전화번호가 콜센터에 자전거 대여시 사용할 전화로 등록된다. 독일인의 경우에는 이 방법 외에 call-a-bike 홈페이지에 등록하여 이용할 수 있다.
전화번호가 등록이 되면 이제 대여가 가능한지 확인했던 사각형 장치에 적혀 있는 전화번호에 전화를 걸어 대여 의사를 밝힌 후 기다리면 등록했던 번호로 잠금을 해제할 수 있는 오픈 코드 네자리가 전송된다. 오픈 코드를 입력한 후 SET를 누르면 잠금이 해제된다. 자전거를 타다가 정차시키고 싶을 때는 잠금장치로 잠갔다가 다시 이용할 때 전화를 걸어 오픈 코드 네자리를 받아야 한다.

## 자전거 반납 절차
대여한 자전거를 반납하고 싶을 때는 처음 전화를 건 자전거 대여 콜 센터에 전화해서 반납의사를 밝히면 영수증 코드를 불러준다. 반납의사를 밝힐 때 건물 이름, 거리명 등으로 자전거를 반납하는 위치를 대략적으로 알려 주어야 한다. 영수증 코드를 자전거 반납장치 위의 창에 입력하면 자전거가 반납처리되고 요금이 청구된다.

## 자전거 대여료
대여료는 전화로 대여를 신청한 시점과 전화로 반납을 한 시점 사이의 시간으로 청구된다. 본 요금은 1분당 8센트, 1일 약정은 9유로, 1주 약정은 36유로이며 Bahn 25, Bahn 50, Bahn 100 등의 철도 카드 소지자일 경우 1분당 6센트이다. 1년 약정 할 경우, 일반 사용자는 99유로, Bahn 25 소지자는 75유료, Bahn 50 소지자는 50유로, Bahn 100 소지자는 25유로를 내면 약정기간 동안 대여할 수 있다.

## 같이 보기
- 독일의 대중교통

## 참고 문헌
- https://web.archive.org/web/20121026005657/http://www.callabike-interaktiv.de/index.php
- https://web.archive.org/web/20120714235059/http://www.bayerntrips.com/bavaria_blog_view+M58390c0a717.html